# Altensteig
Altensteig település Németországban, azon belül Baden-Württembergben. Lakosainak száma 10 983 fő (2023. december 31.). Altensteig Haiterbach, Rohrdorf, Neuweiler, Simmersfeld, Grömbach, Wörnersberg, Pfalzgrafenweiler, Egenhausen, Ebhausen, Wildberg és Neubulach községekkel határos.

## Népesség
A település népessége az elmúlt években az alábbi módon változott:
| Lakosok száma | 7745 | 8759 | 9254 | 9681 | 9696 | 10 830 | 10 927 | 11 176 | 10 185 | 10 983 |
|               | 1961 | 1968 | 1974 | 1981 | 1987 | 1994   | 2000   | 2007   | 2013   | 2023   |